# David Purley
David Charles Purley (* 26. Januar 1945 in Bognor Regis; † 2. Juli 1985 ebenda) war ein britischer Automobilrennfahrer. Er nahm an sieben Grand-Prix-Rennen teil, erreichte jedoch keine WM-Punkte.

## Karriere
Nach Militärdienst im Parachute Regiment (Fallschirmjäger) der britischen Streitkräfte in Aden begann Purley eine Karriere als Rennfahrer. Zunächst war er in der Formel 3 aktiv, wobei er in den Jahren 1970 bis 1972 drei Mal im belgischen Chimay erfolgreich war. Sein Renndebüt in der Formel 1 hatte er am 3. Juni 1973 beim Grand Prix von Monaco.

Helmdesign David Purley

Beim tödlichen Unfall seines Fahrerkollegen und Freundes Roger Williamson beim Grand Prix der Niederlande in Zandvoort am 29. Juli 1973 sah er das brennende Fahrzeugwrack und konnte nach eigenen Angaben durch die Flammen erkennen, wie sich Williamson zu befreien versuchte. Purley hielt daraufhin sofort an, um ihm zu helfen – während einige Streckenposten tatenlos zusehen mussten, weil sie keine feuerfeste Kleidung trugen. Williamson konnte aber nicht mehr gerettet werden und verbrannte in seinem Wagen vor Millionen von Fernsehzuschauern. David Purley fand durch seinen Einsatz viel Anerkennung und erhielt für den Rettungsversuch die britische George Medal.
Purleys Ausflug in die Formel 1 war zunächst recht kurzfristig, stattdessen engagierte er sich in der Folge vor allem in der Formel 2, wo er mit Chevrons und Marchs für den Rennstall des Hongkonger Millionärs Bob Harper startete. Daneben startete er auch in der Formel 5000 und gewann hier 1976 die Britische Meisterschaft. 1977 kehrte er in die Formel 1 zurück und fuhr mit einem LEC. Bei der Qualifikation zum Britischen Grand Prix in Silverstone 1977 überlebte Purley einen schweren Unfall, als sein Gaszug in der Vollgasstellung steckenblieb und sein Wagen so hart in die Leitplanken einschlug, dass Purleys Körper einer Beschleunigung von etwa 180g ausgesetzt war. Nach dem Ausheilen multipler Beinbrüche fuhr er noch einige nicht zur Weltmeisterschaft zählende Formel-1-Rennen in Großbritannien. Die Grand-Prix-Karriere war aber 1977 beendet.
Am 2. Juli 1985 starb Purley bei einem Flugzeugunglück, als er mit einem Pitts-Special-Doppeldecker vor seiner Heimatstadt Bognor Regis ins Meer stürzte.

## Statistik

### Ergebnisse in der Automobil-Weltmeisterschaft
Diese Statistik umfasst alle Teilnahmen des Fahrers an der Formel-1-Weltmeisterschaft, die bis 1980 als Automobil-Weltmeisterschaft bezeichnet wurde.

#### Gesamtübersicht
| Saison | Team                     | Chassis   | Motor                    | Rennen | Siege | Zweiter | Dritter | Poles | schn. Runden | Punkte | WM-Pos. |
| ------ | ------------------------ | --------- | ------------------------ | ------ | ----- | ------- | ------- | ----- | ------------ | ------ | ------- |
| 1973   | LEC Refrigeration Racing | March 731 | Ford Cosworth DFV 3.0 V8 | 5      | –     | –       | –       | –     | –            | –      | NC      |
| 1977   | LEC Refrigeration Racing | LEC CRP1  | Ford Cosworth DFV 3.0 V8 | 5      | –     | –       | –       | –     | –            | –      | NC      |

#### Einzelergebnisse
| Saison | 1 | 2 | 3 | 4   | 5   | 6  | 7  | 8   | 9    | 10 | 11 | 12 | 13 | 14 | 15 | 16 | 17 |
| ------ | - | - | - | --- | --- | -- | -- | --- | ---- | -- | -- | -- | -- | -- | -- | -- | -- |
| 1973   |   |   |   |     |     |    |    |     |      |    |    |    |    |    |    |    |    |
|        |   |   |   |     | DNF |    |    | DNS | DNF  | 15 |    | 9  |    |    |    |    |    |
| 1977   |   |   |   |     |     |    |    |     |      |    |    |    |    |    |    |    |    |
|        |   |   |   | DNQ |     | 13 | 14 | DNF | DNPQ |    |    |    |    |    |    |    |    |

| Legende  | Legende            | Legende                                                          |
| Farbe    | Abkürzung          | Bedeutung                                                        |
| -------- | ------------------ | ---------------------------------------------------------------- |
| Gold     | –                  | Sieg                                                             |
| Silber   | –                  | 2. Platz                                                         |
| Bronze   | –                  | 3. Platz                                                         |
| Grün     | –                  | Platzierung in den Punkten                                       |
| Blau     | –                  | Klassifiziert außerhalb der Punkteränge                          |
| Violett  | DNF                | Rennen nicht beendet (did not finish)                            |
| Violett  | NC                 | nicht klassifiziert (not classified)                             |
| Rot      | DNQ                | nicht qualifiziert (did not qualify)                             |
| Rot      | DNPQ               | in Vorqualifikation gescheitert (did not pre-qualify)            |
| Schwarz  | DSQ                | disqualifiziert (disqualified)                                   |
| Weiß     | DNS                | nicht am Start (did not start)                                   |
| Weiß     | WD                 | zurückgezogen (withdrawn)                                        |
| Hellblau | PO                 | nur am Training teilgenommen (practiced only)                    |
| Hellblau | TD                 | Freitags-Testfahrer (test driver)                                |
| ohne     | DNP                | nicht am Training teilgenommen (did not practice)                |
| ohne     | INJ                | verletzt oder krank (injured)                                    |
| ohne     | EX                 | ausgeschlossen (excluded)                                        |
| ohne     | DNA                | nicht erschienen (did not arrive)                                |
| ohne     | C                  | Rennen abgesagt (cancelled)                                      |
| ohne     | keine WM-Teilnahme |                                                                  |
| sonstige | P/fett             | Pole-Position                                                    |
| sonstige | 1/2/3/4/5/6/7/8    | Punktplatzierung im Sprint-/Qualifikationsrennen                 |
| sonstige | SR/kursiv          | Schnellste Rennrunde                                             |
| sonstige | *                  | nicht im Ziel, aufgrund der zurückgelegten Distanz aber gewertet |
| sonstige | ()                 | Streichresultate                                                 |
| sonstige | unterstrichen      | Führender in der Gesamtwertung                                   |